# CDU Schleswig-Holstein
Die CDU Schleswig-Holstein ist die größte Partei in Schleswig-Holstein. Sie war Ende 2016 mit etwa 19.500 Mitgliedern der sechstgrößte Landesverband der CDU. Landesgeschäftsführer ist Tim Albrecht. Sitz des Verbandes ist Kiel.

## Organisation
Die CDU Schleswig-Holstein ist in 15 Kreisverbände organisiert, die wiederum in Stadt-/Gemeinde- und Ortsverbände aufgeteilt sind.

## Programm
Das Programm der CDU Schleswig-Holstein Regierungsprogramm der CDU Schleswig-Holstein zur Landtagswahl 2009 wurde am 21. August 2009 einstimmig vom Landesvorstand beschlossen und am 22. August 2009 auf einem Programmkongress in Ahrensburg vorgestellt.

## Geschichte

### Gründung
Die CDU in Schleswig-Holstein entstand aus einer Vielzahl von lokalen Gründungen, die unter verschiedenen Namen erfolgten. Am 15. September 1945 entstand unter dem Namen Christlich-Demokratische Partei (CDP) eine erste Kreispartei in Bad Segeberg. Gründungsvorsitzender war Paul Pagel. Am 18. September 1945 wurde im Kreis Ostholstein eine Christlich-Soziale Aufbaupartei unter Hans Schlange-Schöningen ins Leben gerufen. In Lübeck erfolgte die Gründung der CDP am 8. November 1945.
Am 4. Januar 1946 wurde der Landesverband Schleswig-Holstein der CDU gegründet. Zu den Gründungsmitgliedern zählten u. a. der Kieler Historiker Prof. Otto Becker, Friedrich Wilhelm Lübke und Peter Jensen. Der Gründungsparteitag wählte Carl Schröter zum Landesvorsitzenden.
Die CDU sprach neben den christlich gebundenen Wählern auch die Wähler des gesamten bürgerlichen Spektrums an. Neben Liberalen wie Becker, der aus der Deutschen Demokratischen Partei hervorging, waren dies vor allem Anhänger der nationalliberalen und deutschnationalen Parteien der Weimarer Republik (DVP und DNVP). Aufgrund des nur geringen Anteils an katholischen Bürgern spielte die Tradition ehemaliger Zentrumswähler keine große Rolle.
Nach dem Zusammenbruch 1945 war der demokratische Neuaufbau in Schleswig-Holstein durch die hohe Zahl an Vertriebenen geprägt. Die Bevölkerungszahl stieg von 1,5 auf 2,7 Millionen. Prozentual nahm kein Land so viele Vertriebenen auf, wie Schleswig-Holstein. 35 % der Bevölkerung waren nun Vertriebene. Hiervon konnte die CDU nicht profitieren. Diese Wählergruppe unterstützte zunächst vor allem die SPD.
Der strukturelle Vorteil der Sozialdemokraten zeigte sich auch bei der Mitgliederentwicklung. Dezember 1946 hatte die CDU 14.331, die SPD Schleswig-Holstein hingegen fast 73.000 Mitglieder.
Auch das Verhalten der britischen Besatzungsmacht (dort war 1945 die Labour Party an die Macht gekommen) bevorzugte die SPD. Die Nichtzulassung von Vertriebenenparteien erlaubte der SPD die Ansprache dieser Wählerschicht. Eine Vielzahl von Bürgermeistern und Landräten wurde aus den Reihen der SPD ernannt. Deutlich wurde die starke Berücksichtigung der SPD-Kandidaten auch bei der Auswahl der Mitglieder des ernannten Landtags. In der ersten Ernennungsperiode stellte die SPD 21, die CDU nur 14 Abgeordnete.
Bei den Kommunalwahlen vom 13. Oktober 1946 hatten die Wähler erstmals die Möglichkeit, ihre Präferenzen zu zeigen. Die SPD wurde mit 41,1 % (und 1.168.863 Stimmen) zwar klar stärkste Kraft, die CDU erreichte aber 37,2 % (1.062.225 Stimmen) und war damit weitaus stärker als im ernannten Landtag. Am 2. Dezember 1946 passte die Besatzungsbehörde daher die Stimmenverteilung im ernannten Landtag an. Die SPD hatte nun 25, die CDU 23 Sitze. Eine Übergangsregierung unter Theodor Steltzer (CDU) und Hermann Lüdemann (SPD) wurde ernannt.
Diese geriet kurz vor der ersten freien Landtagswahl in eine schwere Krise. Anlass war ein Gesetzesentwurf Minister Franz Rybas zur Einrichtung einer gesonderten Flüchtlingsverwaltung. Andreas Gayk sprach von einem „Ermächtigungsgesetz“ und beantragte, dass der Landtag Minister Ryba das Vertrauen entziehen sollte. Dieser Antrag wurde am 28. Februar 1947 im Lübecker Ratssaal mit 39 zu 18 Stimmen angenommen und stürzte die Regierung in eine schwere Krise. CDU-Fraktionschef Carl Schröter kündigte an, die CDU-Minister aus der Regierung zurückzuziehen. In der CDU setzte sich jedoch Theodor Steltzer durch, der eine Fortsetzung der Regierungsarbeit befürwortete. Für die CDU nahm daher Paul Pagel das Ministeramt anstelle von Franz Ryba wahr.

### Die Oppositionszeit
Bei der Landtagswahl in Schleswig-Holstein 1947 erreichte die CDU 34 % der Stimmen. Die Regierung wurde jedoch durch die SPD gestellt, die zwar nur 43,8 % der Stimmen aber eine absolute Mehrheit der Mandate erreicht hatte. Grund war das Wahlrecht, dass die stärkste Partei klar bevorzugte. Nach dem Wahlrecht sollten 60 % der Abgeordneten (42) in Wahlkreisen und 40 % (28) über die Landesliste gewählt werden, ohne dass Ausgleichsmandate vergeben wurden. Damit hatte das Wahlrecht eher den Charakter des Mehrheitswahlrechtes als des Verhältniswahlrechtes. Die CDU gewann 6, die SPD 34 Wahlkreise.
Die CDU betrieb konsequente Oppositionspolitik und kritisierte vor allem die Versorgungslage der Bevölkerung und den Wohnungsmangel, der 5 Jahre nach Kriegsende noch in gravierendem Umfang bestand. Weitere Konfliktthemen waren die Versuche der SPD, Verstaatlichungen (das „Gesetz zur Überführung der Grundindustrie in Gemeineigentum“ war nur durch Veto der Besatzungsmacht nicht in Kraft getreten) und eine Bodenreform durchzuführen. In der Schulpolitik versprach man die Rückkehr zur vierjährigen Grundschule, nachdem die SPD die sechsjährige Grundschule eingeführt hatte.
CDU, FDP und DP traten als Wahlblock an und strebten gemeinsam eine Ablösung der SPD-Regierung an.

### 38 Jahre Regierungszeit
Die Landtagswahl in Schleswig-Holstein 1950 führte zu einem Desaster der CDU und gleichzeitig zu dem Beginn einer 38-jährigen Erfolgsgeschichte. Mit 19,7 % hatte die CDU massiv Stimmen verloren. Wahlsieger war der BHE, der erstmals antrat.
Dennoch versuchte der Wahlblock, seinen Kandidaten Paul Pagel (CDU) über ein konstruktives Misstrauensvotum zum Ministerpräsidenten zu wählen. Dieser Versuch scheiterte, als der BHE mehrheitlich gegen Pagel stimmte und so das Kabinett Diekmann (SPD) zunächst im Amt blieb. Der Verzicht Pagels auf das Ministerpräsidentenamt bildete die Basis einer Koalitionsvereinbarung zwischen Wahlblock und BHE. In dieser Koalitionsvereinbarung war ein Vorschlagsrecht der CDU für diese Position vereinbart worden. Jedoch waren die führenden Politiker der Union für den BHE nicht wählbar. Die CDU entschied sich daher am 25. August 1950, Walter Bartram, der landespolitisch nie in Erscheinung getreten war, zu benennen. Der BHE stimmte dieser Wahl zu.
In der CDU bestand ein Machtkampf zwischen Carl Schröter und Walter Bartram. Nach nicht einmal einem Jahr entzog die CDU ihrem Ministerpräsidenten das Vertrauen. So musste Bartram schon am 25. Juni 1951 wieder vom Amt des Ministerpräsidenten zurücktreten. Vorangegangen war Kritik des BHE, die sich an der Finanzlage des Landes festmachte. Im Etat für 1951 waren Ausgaben von 572 Millionen DM und Einnahmen von 368 Millionen DM vorgesehen. Der Versuch Bertrams, Bundeshilfen zu bewirken, scheiterte. Der BHE weigerte sich unter diesen Umständen dem Haushalt zuzustimmen.
Nach dem Rücktritt Bartrams wurde Friedrich Wilhelm Lübke (CDU) im dritten Wahlgang gegen die Stimmen des BHE zum Ministerpräsidenten gewählt, konnte die Koalition jedoch in der Folge reaktivieren.
Bei der Landtagswahl in Schleswig-Holstein 1954 konnte die CDU ihren Stimmenanteil deutlich erhöhen und vor allem die Koalition fortsetzen. Anstelle des schwer kranken Friedrich Wilhelm Lübke (der fünf Tage nach seinem Ausscheiden aus dem Amt verstarb) wurde Kai-Uwe von Hassel (CDU) zum Ministerpräsidenten gewählt.
Um das Amt des Landtagspräsidenten entspann sich ein Konflikt im Landtag. Gewählt wurde Walther Böttcher (CDU), obwohl die SPD nach Stimmen stärkste Partei geworden war. Die Koalition argumentierte, es käme auf die Mandate, nicht die Stimmen an, wer Parlamentspräsident werde.
Nachdem Kai-Uwe von Hassel im Januar 1963 als Nachfolger von Franz Josef Strauß Bundesminister der Verteidigung geworden war, wurde Helmut Lemke am 7. Januar 1963 als sein Nachfolger Ministerpräsident. Nach der Landtagswahl in Schleswig-Holstein 1971 trat Lemke am 24. Mai 1971 von seinem Amt als Ministerpräsident zurück. Ministerpräsident für die nächsten 11 Jahre wurde Gerhard Stoltenberg.
Nachdem Gerhard Stoltenberg am 4. Oktober 1982 zum Finanzminister in der von Bundeskanzler Helmut Kohl geleiteten Bundesregierung ernannt worden war, wurde Uwe Barschel am 14. Oktober 1982 als sein Nachfolger zum Ministerpräsidenten des Landes Schleswig-Holstein gewählt. Bei den Landtagswahlen 1983 konnte die CDU unter seiner Führung mit 49 Prozent der Stimmen die absolute Mandatsmehrheit verteidigen, obwohl die SPD auf 43,7 Prozent zulegte.

### Affären
Kurz vor der Landtagswahl 1987 lancierte das Nachrichtenmagazin Der Spiegel die Nachricht, dass Barschel eine Verleumdungskampagne gegen seinen Herausforderer Björn Engholm initiiert habe. Der Spiegel stützte sich dabei auf Informationen des wegen Verleumdung vorbestraften Medienreferenten Reiner Pfeiffer, der Ende 1986 vom Axel-Springer-Verlag als Medienreferent an die Kieler Landesregierung vermittelt worden war. Am Tag darauf verlor die CDU, die 1983 noch 49,0 % erreicht hatte, bei der Wahl ihre absolute Mehrheit und wurde mit 42,6 Prozent der Stimmen nur noch zweitstärkste Kraft hinter der SPD, die 45,2 Prozent der Stimmen erzielen konnte.
Auf Grund zunehmenden Drucks aus seiner Partei trat Barschel schließlich am 2. Oktober 1987 als Ministerpräsident zurück. Die Landesregierung wurde daraufhin kommissarisch von seinem bisherigen Stellvertreter Henning Schwarz geleitet.
Bei der vorgezogenen Landtagswahl in Schleswig-Holstein 1988 erlitt die CDU herbe Verluste in Höhe von 9,3 Prozentpunkten und erzielte mit 33,3 Prozent der Stimmen ihr schlechtestes Ergebnis seit 1954. In der Folge verblieb die CDU bis 2005 in der Opposition. Bei der Landtagswahl in Schleswig-Holstein 1992 konnte sich die CDU kaum verbessern.
Obwohl sich im Rahmen des Schubladenaffäre herausstellte, dass der einzige Belastungszeuge der Barschel-Affäre Geld aus den Reihen der SPD erhalten hatte und Ministerpräsident Engholm (SPD) wegen dieser Affäre zurücktrat, gelang es der CDU nicht, bei der Landtagswahl in Schleswig-Holstein 1996 in die Regierung zurückzukehren.

### Große Koalition und Schwarz-Gelb
Die Landtagswahl in Schleswig-Holstein 2005 wurde von der CDU klar gewonnen. 5 Prozentpunkte Stimmenzuwachs führten dazu, dass die CDU stärkste Kraft wurde. Allerdings reichte das Wahlergebnis nicht zu einer Koalitionsregierung mit der FDP. Nachdem der Versuch der SPD gescheitert war, eine vom SSW tolerierte Minderheitsregierung zu bilden, kam es zu einer großen Koalition unter Peter Harry Carstensen. Diese war durch Spannungen zwischen den Koalitionspartnern geprägt und endete 2009 nach einer verlorenen Vertrauensabstimmung. Die vorgezogene Landtagswahl in Schleswig-Holstein 2009 endete mit einem unklaren Ergebnis. Aufgrund der Regelungen des Wahlrechtes erhielten CDU und FDP eine Einstimmen-Mehrheit, obwohl sie nicht die Mehrheit der Wähler gewonnen hatten. Nach den Neuwahlen bildete Carstensen eine Koalition mit der FDP. Am 27. Oktober 2009 wurde er mit 50 von 95 Stimmen als Ministerpräsident wiedergewählt und erhielt damit am Ende eine Stimme mehr, als die neuen Regierungsparteien auf sich vereinen konnten.
Die sich daraus ergebende Sitzverteilung im Landtag war nach dem Urteil des Landesverfassungsgerichts vom 30. August 2010 nicht rechtmäßig. Spätestens bis zum 30. September 2012 mussten daher Neuwahlen durchgeführt werden. Carstensen kündigte nach diesem Urteil an, den Landesvorsitz der CDU in Schleswig-Holstein zum 18. September 2010 abzugeben. Der CDU-Fraktionsvorsitzende im Kieler Landtag, Christian von Boetticher wurde Nachfolger und designierter Spitzenkandidat zur vorgezogenen Landtagswahl. Von Boetticher trat am 14. August 2011 als Parteivorsitzender zurück und verzichtete darauf, für das Amt des Ministerpräsidenten zu kandidieren. Zum neuen Landesvorsitzenden wählte die Partei Wirtschaftsminister Jost de Jager, der auch die Spitzenkandidatur bei der Landtagswahl in Schleswig-Holstein 2012 übernahm.

### Wieder in der Opposition
Bei der Landtagswahl in Schleswig-Holstein 2012 konnte die CDU zwar stärkste Kraft bleiben, da sie aber mit nur 30,8 % der Stimmen ihr schlechtestes Ergebnis seit 1950 erzielte und die FDP massiv verlor, hatte die seit 2009 bestehende Koalition keine Mehrheit mehr. So konnten SPD, Bündnis 90/Die Grünen und der SSW eine Regierung mit knapper Mehrheit bilden und die CDU nach 7 Jahren zurück in die Opposition schicken.

### Landesregierung ab 2017
Bei der Wahl zum schleswig-holsteinischen Landtag im Jahr 2017 wurde die CDU mit 32,0 % stärkste Kraft, am 16. Juni 2017 wurde der Koalitionsvertrag der Jamaika-Koalition zwischen CDU, FDP und Bündnis 90/Die Grünen fertiggestellt. Am 28. Juni 2017 wurde Daniel Günther zum Ministerpräsidenten gewählt (Kabinett Günther I). Bei der Landtagswahl in Schleswig-Holstein 2022 konnte die CDU mit Ministerpräsident Günther um 11,4 Prozentpunkte zulegen und wurde erneut deutlich stärkste Kraft im Land. Am 29. Juni 2022 wurde Günther schließlich als Ministerpräsident einer schwarz-grünen Koalition wiedergewählt (Kabinett Günther II).

## Personen

### Parteivorsitzende
| Jahre     | Vorsitzender             |
| --------- | ------------------------ |
| 1946–1951 | Carl Schröter            |
| 1951–1954 | Friedrich Wilhelm Lübke  |
| 1955–1964 | Kai-Uwe von Hassel       |
| 1964–1971 | Helmut Lemke             |
| 1971–1989 | Gerhard Stoltenberg      |
| 1989–1997 | Ottfried Hennig          |
| 1997–2000 | Peter Kurt Würzbach      |
| 2000–2002 | Johann Wadephul          |
| 2002–2010 | Peter Harry Carstensen   |
| 2010–2011 | Christian von Boetticher |
| 2011–2013 | Jost de Jager            |
| 2013–2014 | Reimer Böge              |
| 2014–2016 | Ingbert Liebing          |
| seit 2016 | Daniel Günther           |

### Fraktionsvorsitzende
| Jahre     | Vorsitzender                                                              |
| --------- | ------------------------------------------------------------------------- |
| 1947–1950 | Carl Schröter                                                             |
| 1950–1952 | Max Meinicke-Pusch (Landtagsfraktion Deutscher Wahlblock (CDU/FDP/DP))    |
| 1952      | Hermann Böhrnsen (DP) (Landtagsfraktion Deutscher Wahlblock (CDU/FDP/DP)) |
| 1952–1958 | Wilhelm Mohr                                                              |
| 1958–1969 | Walter Mentzel                                                            |
| 1970–1973 | Gerd Lausen                                                               |
| 1973–1979 | Uwe Barschel                                                              |
| 1979–1985 | Heiko Hoffmann                                                            |
| 1985–1988 | Klaus Kribben                                                             |
| 1988–1991 | Heiko Hoffmann                                                            |
| 1991–1992 | Klaus Kribben                                                             |
| 1992–1997 | Ottfried Hennig                                                           |
| 1997–2005 | Martin Kayenburg                                                          |
| 2005      | Peter Harry Carstensen                                                    |
| 2005–2009 | Johann Wadephul                                                           |
| 2009–2011 | Christian von Boetticher                                                  |
| 2011–2014 | Johannes Callsen                                                          |
| 2014–2017 | Daniel Günther                                                            |
| seit 2017 | Tobias Koch                                                               |

### Generalsekretäre
| Generalsekretäre | Generalsekretäre            |
| ---------------- | --------------------------- |
| 1946–1949        | Walter Brookmann            |
| 1949–1970        | vakant                      |
| 1970–1973        | Hans Eberhard Roesch        |
| 1973–1976        | Dieter Mumm                 |
| 1976–1980        | Harm Dallmeyer              |
| 1980–1988        | Rolf-Rüdiger Reichardt      |
| 1988–1989        | vakant (s. Geschäftsführer) |
| 1989–1990        | Peter-Uwe Conrad            |
| 1991–1995        | Wolfgang Börnsen            |
| 1997–2000        | Johann Wadephul             |
| 2001–2022        | vakant                      |
| seit 2023        | Lukas Kilian                |

### Geschäftsführer
| Geschäftsführer | Geschäftsführer                            |
| --------------- | ------------------------------------------ |
| 1946–1949       | Walter Brookmann                           |
| 1949–1951       | Otto Thiel (komm.)                         |
| 1951–1955       | Oskar-Hubert Dennhardt                     |
| 1955–1962       | Hanns-Ulrich Pusch                         |
| 1963–1970       | Gustav Vogt                                |
| 1970–1988       | vakant (s. Generalsekretäre)               |
| 1988            | Norbert Kühne                              |
| 1988–1989       | Karl Treml (komm.)                         |
| 1989–1990       | vakant                                     |
| 1991–1995       | Jochen von Allwörden                       |
| 1995–1997       | Birgit Pohl                                |
| 1997–2000       | Johann Wadephul                            |
| 2001            | Michael von Abercron (komm. Jörg Hollmann) |
| 2002–2005       | Peter Bendixen                             |
| 2005–2012       | Daniel Günther                             |
| 2012–2015       | Sven Müller                                |
| 2015–2016       | Axel Bernstein                             |
| 2016–2022       | Vitalij Baisel                             |
| seit 2022       | Tim Albrecht                               |

### Landesvorstand
| Amt                                       | Name                     |
| ----------------------------------------- | ------------------------ |
| Landesvorsitzender                        | Daniel Günther           |
| Stv. Landesvorsitzende                    | Petra Nicolaisen         |
| Stv. Landesvorsitzender                   | Felix Siegmon            |
| Stv. Landesvorsitzender                   | Tobias von der Heide     |
| Stv. Landesvorsitzende                    | Karin Prien              |
| Schatzmeister                             | Hans-Jörn Arp            |
| Stv. Schatzmeisterin                      | Birte Glißmann           |
| Mitgliederbeauftragte                     | Dagmar Hildebrand        |
| Generalsekretär                           | Lukas Kilian             |
| Landesgeschäftsführerin, Pressesprecherin | Antonia Grage            |
| Beisitzerin                               | Melanie Bernstein        |
| Beisitzer                                 | Michel Deckmann          |
| Beisitzer                                 | Mark Helferich           |
| Beisitzer                                 | Rixa Kleinschmit         |
| Beisitzer                                 | Claus Ruhe Madsen        |
| Beisitzerin                               | Seyran Papo              |
| Beisitzer                                 | Ole-Christopher Plambeck |
| Beisitzerin                               | Anette Röttger           |
| Beisitzer                                 | Sebastian Schmidt        |
| Beisitzerin                               | Sabine Sütterlin-Waack   |
| Beisitzerin                               | Julia Thiesen            |

### Kreisverbände
| Kreisverband          | Vorsitzende              |
| --------------------- | ------------------------ |
| Dithmarschen          | Christian Poltrock       |
| Flensburg             | Uta Wentzel              |
| Herzogtum Lauenburg   | Rasmus Vöge              |
| Kiel                  | Tobias von der Heide     |
| Lübeck                | Hermann Junghans         |
| Neumünster            | Hauke Hansen             |
| Nordfriesland         | Leif Bodin               |
| Ostholstein           | Sebastian Schmidt        |
| Pinneberg             | Martin Balasus           |
| Plön                  | Jens-Uwe Seligmann       |
| Rendsburg-Eckernförde | Johann Wadephul          |
| Schleswig-Flensburg   | Petra Nicolaisen         |
| Segeberg              | Ole-Christopher Plambeck |
| Steinburg             | Heiner Rickers           |
| Stormarn              | Marion Schiefer          |

### Junge Union Schleswig-Holstein
| Amt                                     | Name                      |
| --------------------------------------- | ------------------------- |
| Landesvorsitzender                      | Felix Jacob Siegmon       |
| Stv. Landesvorsitzende                  | Laura Hannig              |
| Stv. Landesvorsitzender                 | Justus Schmitt            |
| Stv. Landesvorsitzender                 | Jan Siewert               |
| Schatzmeisterin                         | Jasmin Warnick            |
| Mitgliederbeauftragte                   | Anna Goerlach             |
| Pressesprecher                          | Nils Warnick              |
| Beisitzer                               | Tom Düwel                 |
| Beisitzerin                             | Janne Meyer               |
| Beisitzer                               | Christian Schulz          |
| Beisitzerin                             | Anna Uplegger             |
| Beisitzerin                             | Gina-Marie von Mandel     |
| Beisitzer                               | Linus Wirwoll             |
| Vorsitzender des Satzungsausschusses    | Thorben Schütt            |
| Vorsitzende des Landesverbandsgerichtes | Hannah Wadephul           |
| Mitglied des JU Bundesvorstandes        | Finn Wandhoff             |
| Vertrauenspersonen                      | Luca Hansen, Chris Albert |

| Kreisverband          | Vorsitzende           |
| --------------------- | --------------------- |
| Dithmarschen          | Jan Siewert           |
| Flensburg             | Marquardt Petersen    |
| Herzogtum Lauenburg   | Jacob Gelzer          |
| Kiel                  | Lasse Jarno Strauß    |
| Lübeck                | Max Henning Junghans  |
| Neumünster            | Malte Stötera         |
| Nordfriesland         | Johanna Kruse         |
| Ostholstein           | Hanno Wulff           |
| Pinneberg             | Leon Lienau           |
| Plön                  | Gina-Marie von Mandel |
| Rendsburg-Eckernförde | Patrick Ziebarth      |
| Schleswig-Flensburg   | Jasper Heil           |
| Segeberg              | Jasmin Warnick        |
| Steinburg             | Andreas Herzberg      |
| Stormarn              | Mara Nowak            |

## Ergebnisse bei den Landtagswahlen
| Landtagswahlergebnisse | Landtagswahlergebnisse | Landtagswahlergebnisse | Landtagswahlergebnisse |
| Jahr                   | Stimmen                | Sitze                  |                        |
| ---------------------- | ---------------------- | ---------------------- | ---------------------- |
| 1947                   | 34,1 %                 | 21                     |                        |
| 1950                   | 19,8 %                 | 16                     |                        |
| 1954                   | 32,2 %                 | 25                     |                        |
| 1958                   | 44,4 %                 | 33                     |                        |
| 1962                   | 45,0 %                 | 34                     |                        |
| 1967                   | 46,0 %                 | 34                     |                        |
| 1971                   | 51,9 %                 | 40                     |                        |
| 1975                   | 50,4 %                 | 37                     |                        |
| 1979                   | 48,3 %                 | 37                     |                        |
| 1983                   | 49,0 %                 | 39                     |                        |
| 1987                   | 42,6 %                 | 33                     |                        |
| 1988                   | 33,3 %                 | 27                     |                        |
| 1992                   | 33,8 %                 | 32                     |                        |
| 1996                   | 37,2 %                 | 30                     |                        |
| 2000                   | 35,2 %                 | 33                     |                        |
| 2005                   | 40,2 %                 | 30                     |                        |
| 2009                   | 31,5 %                 | 34                     |                        |
| 2012                   | 30,8 %                 | 22                     |                        |
| 2017                   | 32,0 %                 | 25                     |                        |
| 2022                   | 43,4 %                 | 34                     |                        |

## Abspaltungen
Die Schleswig-Holstein-Partei (S-H-P) wurde 1987 vom Elmenhorster CDU-Stadtrat Jochen Petersen gegründet. Eine Fusion mit der Unabhängigen Wählergemeinschaft Schleswig-Holstein scheiterte. Bei der Landtagswahl 1988 erreichte die S-H-P 0,14 % der Zweitstimmen.